# Thomas Blomeyer
Thomas Blomeyer (* 24. April 1996 in Freising) ist ein ehemaliger deutscher Fußballspieler.

## Karriere
Blomeyer spielte in seiner Jugend für einen Verein aus Freising, bevor er 2012 in die Jugendabteilung des FC Ingolstadt 04 aufgenommen wurde. Noch als Jugendspieler kam er dort ab März 2014 in der zweiten Mannschaft des Vereins in der Regionalliga Bayern zum Einsatz. In der Saison 2015/16 wurde er zum Stammspieler in der Regionalliga und nahm ab dem Beginn des Jahres 2016 am Training der Profimannschaft teil. Mit der Profimannschaft bestritt er im Januar 2016 zwei Testspiele und saß im Februar bei einem Bundesliga-Spiel gegen Werder Bremen auf der Ersatzbank, blieb jedoch bis zum Saisonende ohne Pflichtspieleinsatz.
Im Sommer 2016 wechselte er zum Drittligisten MSV Duisburg. Dort wurde er in erster Linie als Innenverteidiger sowie auch für die defensiven Außenpositionen eingeplant. Am 13. August 2016 wurde er bei einem 4:0-Heimsieg gegen die Reserve des FSV Mainz 05 in der 86. Spielminute für Dustin Bomheuer eingewechselt und kam damit zu seinem Profidebüt. Dies blieb jedoch sein einziger Einsatz in der Hinrunde. Nach der Winterpause kam er im Frühjahr 2017 zu acht weiteren Einsätzen, diesmal alle in der Startelf, ehe er ab Ende März verletzungsbedingt für den Rest der Saison ausfiel. Am Saisonende stieg er mit der Mannschaft in die 2. Bundesliga auf. In der folgenden Zweitligasaison gehörte er zwar weiterhin regelmäßig dem Spieltagskader an, bestritt aber lediglich vier Spiele. Sein auslaufender Vertrag wurde im Sommer 2018 verlängert; in der Hinrunde der folgenden Saison 2018/19 kam er bei den Duisburgern jedoch nicht mehr zum Einsatz.
Im Januar 2019 verlieh der Verein Blomeyer daraufhin bis zum Saisonende an den Drittligisten Sportfreunde Lotte. Für Lotte bestritt Blomeyer drei Spiele und stieg mit der Mannschaft am Saisonende aus der 3. Liga ab. Zur Saison 2019/20 kehrte er zunächst zum inzwischen wieder drittklassigen MSV Duisburg zurück, stand jedoch nur einmal einsatzlos im Kader.
Im September 2019 wechselte er nach Österreich zum Zweitligisten SK Austria Klagenfurt, bei dem er einen bis Juni 2020 laufenden Vertrag erhielt. Für Klagenfurt kam er zu sechs Einsätzen in der 2. Liga. Nach der Saison 2019/20 verließ er die Kärntner. Nach einer Spielzeit ohne Verein schloss er sich im Sommer 2021 in seiner oberbayerischen Heimat dem Bezirksligisten FSV Pfaffenhofen an, blieb dort jedoch ohne Einsatz, ehe er den Verein wieder verließ und seine Spielerkarriere beendete.